# Nina Angelovska
Nina Angelovska (née le 13 juillet 1988 à Skopje ) est ministre des Finances de la Macédoine du Nord et PDG et cofondatrice de la société de commerce électronique Grouper.mk.

## Jeunesse et carrière
Angelovska a fait ses études à Skopje à l'université Saints-Cyrille-et-Méthode de Skopje où elle a obtenu un baccalauréat et une maîtrise en commerce électronique à la Faculté d'économie. Angelovska a cofondé Grouper.mk en 2011. Angelovska a terminé son doctorat en 2016.
Angelovska était consultante en affaires et en commerce électronique. Elle était l'un des cofondateurs de "Grouper.mk". Il s'agirait de la première plateforme de transaction macédonienne et d'une société de commerce électronique macédonienne de premier plan. Elle est PDG de Grouper.mk, qui employait 20 personnes et comptait 200 000 clients en 2018.

## Carrière politique
En août 2019, Angelovska a été nommée ministre des Finances de la Macédoine du Nord. Elle a été nommée par le Premier ministre Zoran Zaev qui avait auparavant surpris les critiques en assumant le rôle de ministre des finances en plus de celui de Premier ministre. Elle conserve son portefeuille au sein du Gouvernement Spasovski. Elle est membre de l'Union sociale-démocrate de Macédoine (SDSM).

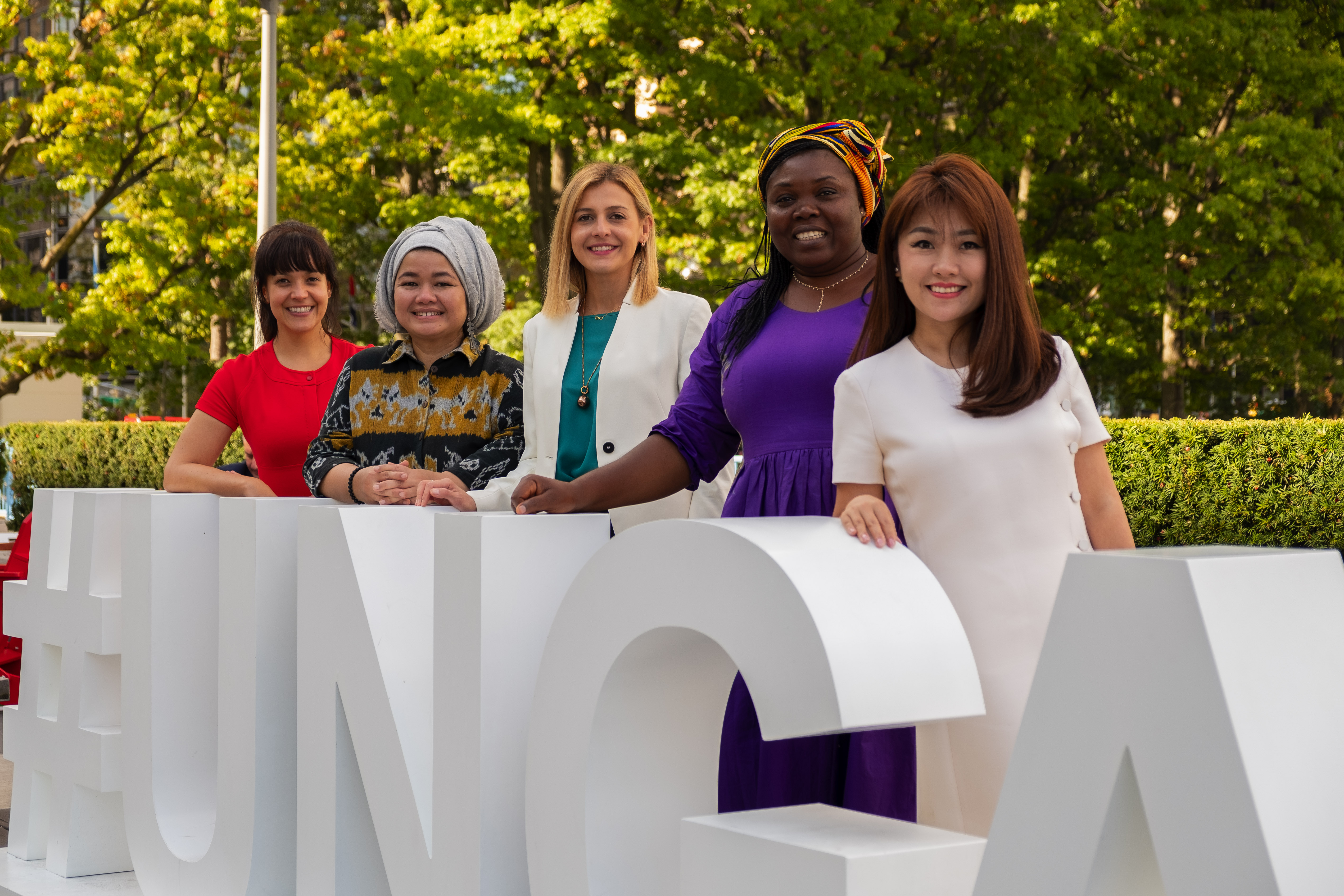
De gauche à droite: Claudia de Heredia, Helianti Hilman, Nina Angelovska, Patricia Zoundi Yao et Xiaofei Yao

Le 24 septembre 2019, la Conférence des Nations unies sur le commerce et le développement a annoncé sept "défenseures du e-commerce pour les femmes " du monde en développement. Les autres étaient Nazanin Daneshvar (en), Clarisse Iribagiza, Xiaofei Yao (en), Patricia Zoundi Yao, Claudia de Heredia (en) et Helianti Hilman (en). L'annonce a été faite en marge de l'Assemblée générale des Nations unies à New York.
Angelovska a interviewé Candace Nkoth Bisseck à propos du "commerce électronique pour les femmes défenseures" pour Forbes en 2020. Son budget 2020 pour la Macédoine du Nord a augmenté les dépenses de 50% en investissant dans le capital humain (santé, éducation, etc.) tout en prévoyant de réduire également la dette nationale par rapport au PNB.

## Autres activités
- Banque européenne pour la reconstruction et le développement (BERD), membre d'office du conseil des gouverneurs (depuis 2019) [7]

## Distinctions
En 2018, Angelovska a été nommée l'un des "30 Forbes Under 30" en Europe.